# James Terry Conway
El general James Terry Conway USMC (26 de desembre de 1947) és el 34è i actual Comandant del Cos de Marines. Entre els seus càrrecs anteriors està el de Director d'Operacions (J-3) de la Junta de Caps d'Estat Major i el de Comandant de la I Força Expedicionària de Marines entre 2002 i 2004, prenent part en la Invasió d'Iraq de 2003 i en l'Operació Resolució Vigilant a Fallujah, Iraq.

## Biografia
James Conway va néixer a Walnut Ridge, Arkansas. Va graduar-se al Roosevelt High School de St. Louis, Missouri i assistí a la Southeast Missouri State University, graduant-se el 1969 com a Batxiller de Ciències en psicologia. El 1970 va rebre el nomenament d'oficial d'infanteria. El seu primer nomenament va ser el comandament d'una secció de fusellers del 3r Batalló 1r Marines a Camp Pendleton. Serví com a oficial executiu dels Marines a bord del portaavions USS Kitty Hawk i com a Comandant a l'Acadèmia Naval a San Diego.
Després de graduar-se amb honors al Curs Avançar d'Oficials d'Infanteria de l'Exèrcit, comandà dues companyies a la secció d'Operacions i Seguretat del 2n Regiment de Marines. Com a oficial de camp, comandà dues companyies d'estudiants i va ensenyar tàctica a The Basic School. Serví com a oficial d'operacions per la 31a Unitat Amfíbia dels Marines, destinat al mar a la costa del Pacífic i a operacions de contingència a Beirut, Líban.
De tornada als Estats Units, Conway va ser nometat Aide-de-camp del President de la Junta de Caps de l'Estat Major, servint-hi dos anys. Després de graduar-se amb honors a l'Acadèmia de Comandament i d'Estat Major del Cos de Marines, prengué el comandament del 3r Batalló 2n Marines durant els 8 mesos en què va estar destinat al sud-oest asiàtic durant la Guerra del Golf.
Després de la guerra va ser promogut a coronel i nomenat comandant de The Basic School. Promogut a Brigadier General al desembre de 1995, tornà a ser destinat a la Junta de Caps. Després de ser promogut a Major General, serví com a comandant de la 1a Divisió de Marines i com a Vice Comandant General del Comandament Central de les Forces del Cos de Marines. Va ser promogut a tinent general i nomenat comandant de la I Força Expedicionària el 16 de novembre del 2002. Comanda la IFE durant dos torns de combat a Iraq, amb 60.000 soldats a les seves ordres, incloent Marines, soldats, mariners i forces britàniques. Al llibre "The Iraq War", Conway és descrit com "gran, ben llegit i ben educat... representa tot el millor del nou Cos de Marines dels Estats Units, amb el General Al Graycom el comandant que s'ha situat. "
En una conferència de premsa el 30 de maig del 2003, es preguntà al General Conway sobre el fracàs en localitzar armes de destrucció massiva a Iraq, a la qual cosa respongué:
| « | Va ser una sorpresa per a mi llavors, i segueix sent una sorpresa per a mi ara, que no hàgim descobert armes... No és per falta d'intents. Hem estat en pràcticament tots els punts d'aprovisionament de munició entre la frontera kuwaitiana i Bagdad, però simplement no hi són.... El que el règim tenia la intenció de fer en termes del seu ús de les armes, pensem que entendre -o certament vam tenir la nostra millor opció, la nostra més perillosa, o simplement el curs de l'accció més probable és que la gent d'intel·ligència ens estaven donant. Però si ho hem fet bé o no a nivell nacional, crec, encara ens queda molt per veure. | » |

El 13 de juny del 2006, el tinent general Conway va ser nomenat pel President George W. Bush 34è Comandant del Cos de Marines; sent confirmat pel Senat el 2 d'agost.
El 13 de novembre del 2006, Conway va ser promogut al seu actual rang de General a la Caserna dels Marines, Washington DC, sent el 34è Comandant del Cos. És el primer comandant en gairebé 40 anys que no va servir a la Guerra del Vietnam.
Conway éstà graduat al Curs Avançat d'Oficials d'Infanteria, a l'Acadèmia de Comandament i Estat Major del Cos de Marines i a l'Acadèmia de Guerra Aèria. Està casat i té 3 fills.

## Condecoracions
Medalla del Servei de Defensa Distingit amb una Fulla de Roure
 Medalla del Servei Distingit a la Marina
 Legió del Mèrit
 Medalla del Servei Meritori de Defensa
  Medalla del Servei Meritori amb 2 estrelles
 Medalla de la Menció Encomiable  a la Marina i al Cos de Marines
 Medalla del Servei Realitzat a la Marina i al Cos de Marines
 Galó d'Acció de Combat
  Citació Presidencial d'Unitat de la Marina i el Cos de Marines
 Insígnia Unificada d'Unitat Meritòria amb dos Fulles de Roure
 Elogi d'Unitat Naval amb 1 estrella
 Elogi d'Unitat Naval Meritòria amb 1 estrella
 Medalla Expedicionària del Cos de Marines
 Medalla del Servei a la Defensa Nacional amb 2 estrelles
 Medalla del Servei al Sud-oest Asiàtic amb 3 estrelles
 Medalla de la Campanya d'Iraq amb 3 estrelles
 Medalla Expedicionària de la Guerra Global contra el Terrorisme
 Medalla del Servei a la Guerra Global contra el Terrorisme
 Medalla del Servei de Defensa a Corea
 Galó del Desplegament de Servei al Mar amb 3 estrelles
 Galó d'Instructor del Cos de Marines
 Comandant de la Legió d'Honor (França)
 Medalla de l'Alliberament de Kuwait (Aràbia Saudita)
 Medalla de l'Alliberament de Kuwait (Kuwait)
  A més, té 7 Insígnies de Punteria d'expert tant en fusell i pistola.